# Phemeranthus humilis
Phemeranthus humilis är en källörtsväxtart som först beskrevs av Edward Lee Greene, och fick sitt nu gällande namn av Kiger. Phemeranthus humilis ingår i släktet Phemeranthus och familjen källörtsväxter. Inga underarter finns listade i Catalogue of Life.